# ガイアクルセイダーズ
『ガイアクルセイダーズ』は1999年にノイズファクトリーが製作し、アーケード向けに発売したベルトスクロールアクションゲーム。

## 概要
登場ステージは7つ。前半の4つのステージでは使用キャラクターは5体だけだが、後半の3つのステージでは前半のボスキャラクターだった2体の使用キャラクターが追加される。

## 登場人物
- コーエン（紅 媛）
- コウフ（虎 馮）
- フレッド サタル（Ferd Sathal）
- ジミ アイザック（Jimi Isaak)
- M-98s